# Kevin Conrad
Kevin Conrad (Künzelsau, 1990. augusztus 10. –) német labdarúgó, a Chemnitzer FC hátvédje.